# نابينشاندرا سين
نابينشاندرا سين (البنغالية: নবীনচন্দ্র সেন ؛ 10 شباط 1847 - 23 كانون الثاني 1909 م) كان شاعرًا وكاتبًا بنغاليًا، يُعتبر غالبًا واحدًا من أعظم الشعراء قبل وصول رابندراناث طاغور. وعلق على معركة بلاسي ووصول الحكم البريطاني إلى الهند بأنها "ليلة من الكآبة الأبدية".

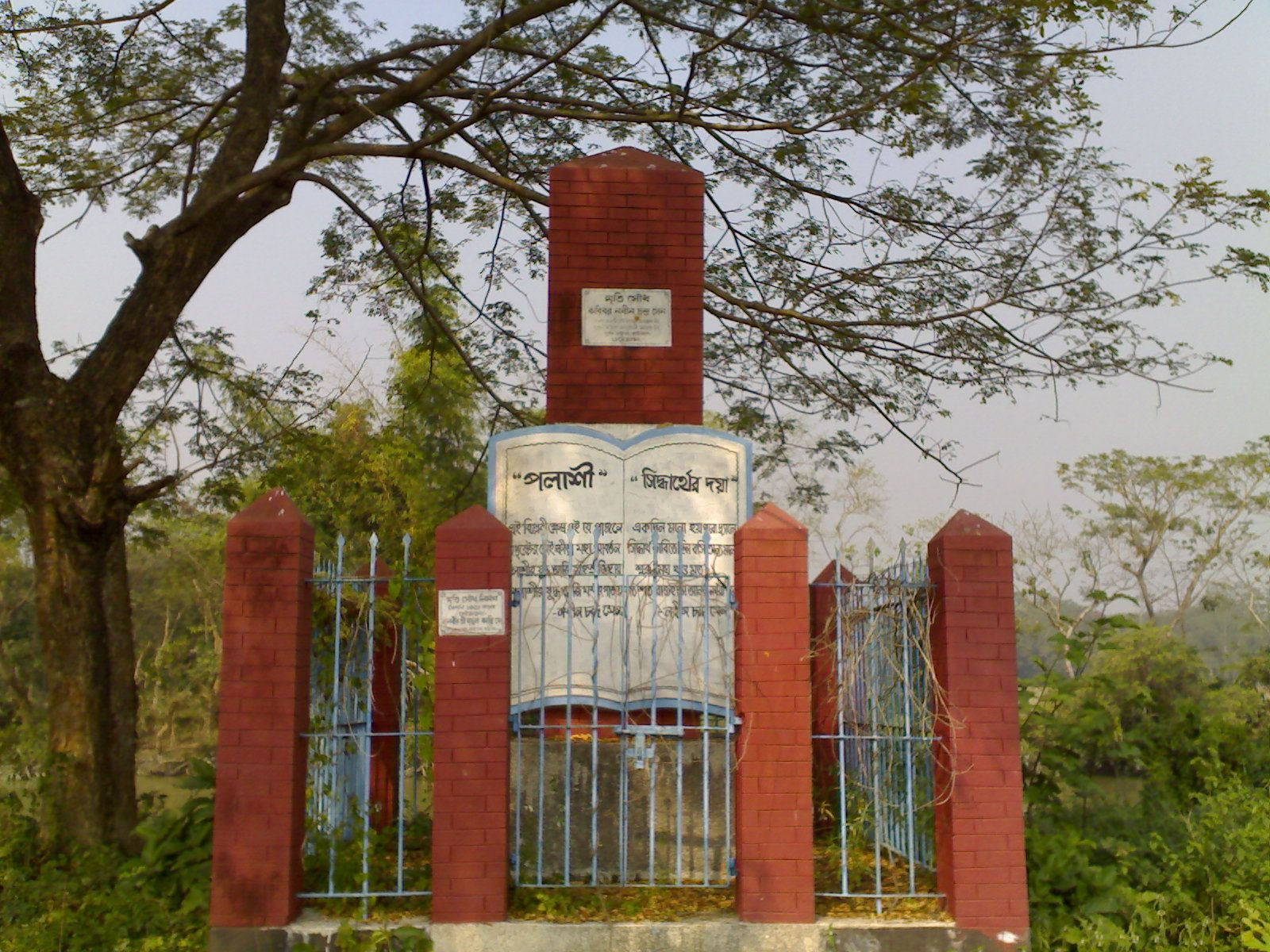
قبر نابينشاندرا سين

## فهرس الأعمال

### الملاحم
كانت ثلاثيته الملحمية مستوحاة من المهابهاراتا الجديدة.
- رايفاتاك
- كوروكيترا
- بروفاش [4]

### الشِعر
- أباكاش رانجاني (1871)
- بالاشير جودها (1875)

### السير التاريخية
- أميتابها (سيرة بوذا)
- خريشتا جيباني (سيرة السيد المسيح)
- كليوباترا (سيرة كليوباترا)[4]

### السيرة الذاتية
- بروباشر بوترو
- عمار جيبان, في 5 مجلدات [4]

### الترجمات الشعرية
- جيتا
- شاندي

### رواية شعرية
- بهانوموتي [5]

## روابط خارجية
- أعمال بواسطة Nabin Chandra Sen في المكتبة المفتوحة على أرشيف الإنترنت